# Vaiges
Vaiges é uma comuna francesa na região administrativa de Pays de la Loire, no departamento de Mayenne. Estende-se por uma área de 36,26 km², com 1 151 habitantes, segundo os censos de 2 005, com uma densidade de 32 hab/km².